# Doris Maletzki
Doris Maletzki (Salzwedel, 11 giugno 1952) è un'ex velocista tedesca.

## Palmarès
| Anno | Manifestazione  | Sede     | Evento  | Risultato | Prestazione | Note            |
| ---- | --------------- | -------- | ------- | --------- | ----------- | --------------- |
| 1974 | Europei         | Roma     | 4×100 m | Oro       | 42"51       | Record mondiale |
| 1976 | Giochi olimpici | Montréal | 4×400 m | Oro       | 3'19"23     | Record mondiale |